# Duisburg–Dortmund-vasútvonal
A Duisburg–Dortmund-vasútvonal fontos és történelmi jelentőségű vasútvonal Németországban. Az északi Ruhr-vidéken a távolsági és rövidtávú vasúti személyszállítás, valamint a teherszállítás fő tengelye, amelyet többek között az Intercity-Express, az Intercity, a Regional-Express, a Regionalbahn és a Rajna-Ruhr S-Bahn használ, a távolsági közlekedés csak szakaszokon közlekedik.
A vonal mentén Duisburg, Oberhausen, Gelsenkirchen, Wanne-Eickel, Castrop-Rauxel és Dortmund főpályaudvarai, valamint Essen-Altenessen és Herne regionális jelentőségű állomásai találhatók.
Ez a Köln-Deutz és Minden közötti, a Köln-Mindener Eisenbahn-Gesellschaft (CME) által épített, Köln-Deutz és Minden közötti fővonal középső szakasza, amelyről a társaság a nevét kapta. A vonalat 1847-ben nyitották meg, és azóta többször korszerűsítették és meghosszabbították. Ma két- és négyvágányú, 15 kV 16,7 Hz-cel villamosított fővonal.

## Története
Miután a CME 1843. december 18-án megkapta a porosz koncessziót a névadó vonalra, megkezdte az első, Düsseldorfig tartó szakasz építését az akkori (Cöln-)Deutzban, amelyet 1845. december 20-án tudott megnyitni. Alig néhány héttel később, 1846. február 9-én már el is készült a Duisburgig tartó második szakasz, amelynek ideiglenes végállomása a mai duisburgi főpályaudvar helyén épült "Cöln-Mindener Bahnhof" volt, az első a három legnagyobb, névlegesen magánvasúttársaság később ugyanott található három állomása közül.
A következő, Oberhausen, Altenessen, Gelsenkirchen, Wanne, Herne és Dortmund érintésével Hammba vezető szakaszon a Ruhr északi partján lévő akkori szénbányák közelében húzódó útvonal mellett döntöttek tudatosan, és a síkabb és így olcsóbb és könnyebben megvalósítható útvonalat választották. Ennek ellenére jóval több mint egy év telt el, mire a vonalnak ez a szakasza 1847. május 15-én üzembe állhatott.
Még ugyanebben az évben, 1847. október 15-én elkészült az utolsó, Mindenig tartó szakasz, és vele együtt a teljes 263 kilométer hosszú, kezdetben egyvágányú vonal. Ugyanezen a napon a Hannoveri Királyi Államvasutak megnyitotta a Hannover–Minden-vasútvonalat.

## Érdekességek
A Duisburg–Dortmund-vasútvonal mentén két olyan eset is van, amikor két főpályaudvar közvetlenül egymás után következik, azaz nincs közöttük további állomás vagy megálló, ami egyébként meglehetősen ritka. Az egyik Duisburg Hauptbahnhof és Oberhausen Hauptbahnhof, a másik Gelsenkirchen Hauptbahnhof és Wanne-Eickel Hauptbahnhof.
További érdekesség, hogy ez utóbbi talán az egyetlen olyan főpályaudvar, amely a város legfontosabb állomásaként nem viseli a nevét. Wanne-Eickel Hauptbahnhof Herneben található, de nagyobb jelentőségű, mint Herne Bahnhof. Ennek történelmi okai vannak: Herne állomás soha nem volt főpályaudvar, mivel Herne városa és a hozzá tartozó pályaudvar a vasút szempontjából jelentéktelen volt. Ezzel szemben a korábban önálló Wanne város állomása a Hamburgba vezető vonal megnyitása óta folyamatosan növekvő jelentőségű volt, a köznyelvben "gurulóútként" ismert, és akkor vált a főpályaudvarává, amikor több város egyesült Wanne-Eickel várossá. Wanne-Eickel Herne városába való beolvasztása után a Deutsche Bundesbahn (Német Szövetségi Vasutak) megtartotta az eredeti nevet, hogy a város legfontosabb állomása továbbra is a főpályaudvar "rangjában" maradjon, és hogy megspórolja az átnevezéssel járó költségeket.